# Canada (Procureur général) c. Bedford
 (octobre 2024).
La mise en forme du texte ne suit pas les recommandations de Wikipédia : il faut le « wikifier ».
Les points d'amélioration suivants sont les cas les plus fréquents. Le détail des points à revoir est peut-être précisé sur la page de discussion.
- Les titres sont pré-formatés par le logiciel. Ils ne sont ni en capitales, ni en gras.
- Le texte ne doit pas être écrit en capitales (les noms de famille non plus), ni en gras, ni en italique, ni en « petit »…
- Le gras n'est utilisé que pour surligner le titre de l'article dans l'introduction, une seule fois.
- L'italique est rarement utilisé : mots en langue étrangère, titres d'œuvres, noms de bateaux, etc.
- Les citations ne sont pas en italique mais en corps de texte normal. Elles sont entourées par des guillemets français : « et ».
- Les listes à puces sont à éviter, des paragraphes rédigés étant largement préférés. Les tableaux sont à réserver à la présentation de données structurées (résultats, etc.).
- Les appels de note de bas de page (petits chiffres en exposant, introduits par l'outil «  Source ») sont à placer entre la fin de phrase et le point final[comme ça].
- Les liens internes (vers d'autres articles de Wikipédia) sont à choisir avec parcimonie. Créez des liens vers des articles approfondissant le sujet. Les termes génériques sans rapport avec le sujet sont à éviter, ainsi que les répétitions de liens vers un même terme.
- Les liens externes sont à placer uniquement dans une section « Liens externes », à la fin de l'article. Ces liens sont à choisir avec parcimonie suivant les règles définies. Si un lien sert de source à l'article, son insertion dans le texte est à faire par les notes de bas de page.
- La présentation des références doit suivre les conventions bibliographiques. Il est recommandé d'utiliser les modèles {{Ouvrage}}, {{Chapitre}}, {{Article}}, {{Lien web}} et/ou {{Bibliographie}}. Le mode d'édition visuel peut mettre en forme automatiquement les références.
- Insérer une infobox (cadre d'informations à droite) n'est pas obligatoire pour parachever la mise en page.

Pour une aide détaillée, merci de consulter Aide:Wikification.
Si vous pensez que ces points ont été résolus, vous pouvez retirer ce bandeau et améliorer la mise en forme d'un autre article.
Canada (Procureur général) c. Bedford est un arrêt de la Cour suprême du Canada sur le droit canadien du travail du sexe. Les requérantes, Terri-Jean Bedford, Amy Lebovitch et Valerie Scott, ont soutenu que les lois canadiennes sur la prostitution étaient inconstitutionnelles. Le Code criminel comprenait un certain nombre de dispositions, comme l'interdiction de la communication publique à des fins de prostitution, de l'exploitation d'une maison de débauche ou du fait de vivre des produits de la prostitution, même si la prostitution elle-même est légale.
Les requérantes ont fait valoir que les lois privent les travailleuses du sexe de leur droit à la sécurité en les obligeant à travailler dans le secret. En 2012, la Cour d'appel de l'Ontario a statué que certaines de ces interdictions, mais pas toutes, violaient la Charte canadienne des droits et libertés et étaient inconstitutionnelles. La Cour suprême du Canada a statué le 20 décembre 2013, par un vote de 9 voix contre 0, que toutes ces lois étaient inconstitutionnelles, bien qu'elle ait retardé d'un an l'annulation des lois pour permettre au Parlement de les mettre à jour conformément à la décision.
Dans le présent article, le terme «travail du sexe» est utilisé de manière interchangeable avec celui de «prostitution», conformément aux définitions de l’Organisation mondiale de la santé (OMS 2001 ; OMS 2005) et des Nations Unies (ONU 2006 ; ONUSIDA 2002).

## Contexte
Bien que la prostitution ne soit pas illégale en elle-même au Canada, la plupart des activités liées à la prostitution sont illégales. Les interdictions en vigueur au moment où l'affaire Bedford est initiée comprennent :
- l'exploitation de maisons de débauche. Cela empêche les prostituées de proposer leurs services dans des lieux intérieurs fixes tels que les bordels, ou même leur propre domicile.
- le fait de vivre des produits de la prostitution. Cela empêche quiconque, y compris, mais sans s'y limiter, les proxénètes, de profiter de la prostitution d'autrui.
- le fait de communiquer à des fins de prostitution en public. Cela empêche les prostituées d’offrir leurs services en public, et particulièrement dans la rue.

Bon nombre de ces interdictions ont été jugées constitutionnelles par la Cour suprême du Canada en 1990 dans le Renvoi sur la prostitution. En 2007, des procédures judiciaires sont engagées en Ontario pour contester à nouveau la constitutionnalité de ces interdictions, au motif qu’elles causent un préjudice important aux prostituées et aux autres travailleuses du sexe.

## Requérantes
Les trois requérantes travaillent ou ont travaillé dans l'industrie du sexe et Amy Lebovitch et Valerie Scott sont membres de Sex Professionals of Canada (SPOC), une organisation qui milite pour les droits des travailleuses du sexe et la décriminalisation complète de la prostitution.

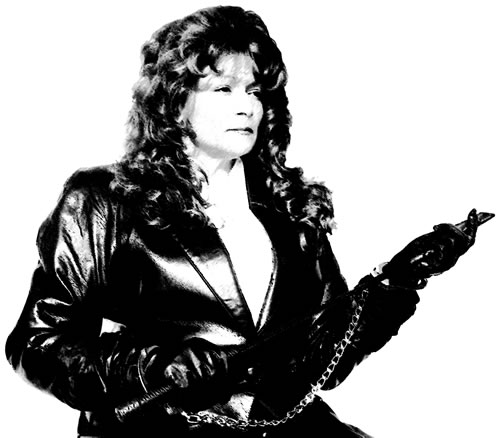
Terri-Jean Bedford dans sa tenue emblématique
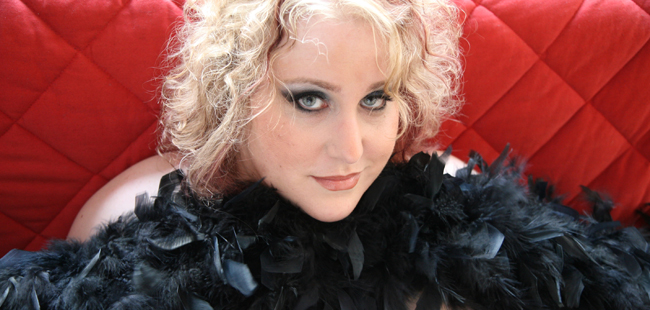
Amy Lebovitch
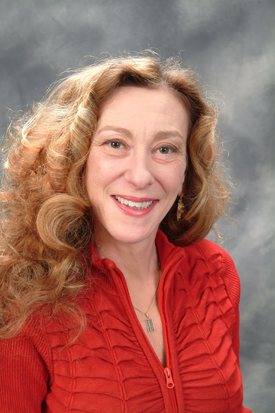
Valérie Scott

### Terri-Jean Bedford
Terri-Jean Bedford, née le 15 octobre 1959, était autrefois une prostituée et travaille maintenant comme dominatrice professionnelle. Bedford exploitait autrefois un donjon S&M à Thornhill, en Ontario, appelé Madame de Sade's House of Erotica, mais surnommé le Bondage Bungalow par la presse. En 1994, elle a été accusée d'avoir exploité une maison de débauche et a été reconnue coupable en 1999. Tout au long du procès devant la Cour supérieure, l'apparence de Bedford est remarquable, habillée tout en cuir et apparaissant toujours avec une cravache en cuir noir.

### Amy Lebovitch
Amy Lebovitch, née le 24 janvier 1979, travaille dans l'industrie du sexe depuis l'âge de 18 ans. Elle a travaillé dans la rue, en intérieur (de manière indépendante et avec une agence) et dans une maison fétichiste. Elle a également étudié la criminologie et la psychologie à l'Université d'Ottawa et le travail social à l'Université Ryerson (maintenant l'Université métropolitaine de Toronto) à Toronto. Depuis 2012, elle travaille comme chercheuse communautaire.

### Valerie Scott
Valerie Scott, née le 9 avril 1958, est entrée dans le commerce du sexe à l'âge de 24 ans. Elle a travaillé dans la rue, en tant qu'indépendante en salle, comme escorte et dans des salons de massage. Scott est devenue militante en 1985 lorsqu'elle a rejoint le SPOC (connu à l'époque sous le nom d'Organisation canadienne pour les droits des prostituées). Elle a été directrice exécutive du SPOC de 2004 à 2011 et est désormais coordinatrice juridique du SPOC,. Au cours des 27 dernières années, Scott a pris la parole devant de nombreux comités parlementaires, universités, organismes communautaires et médias sur la nécessité de la décriminalisation.

## Procès
Le procès a lieu à Toronto pendant sept jours en octobre 2009 devant la Cour supérieure de justice de l'Ontario. Les requérants sont représentés par Alan Young, professeur de droit à la Osgoode Hall Law School. Young déclare avoir soulevé cette contestation parce que l'état du droit au Canada rend légal l'acte de prostitution, mais illégal le fait de le faire à l'intérieur, d'embaucher des gardes du corps ou des assistants et de passer au crible les clients. Un témoin, le professeur John Lowman de l'Université Simon Fraser, fournit des preuves suggérant que travailler à l'extérieur est plus dangereux pour les prostituées, citant l'exemple du tueur en série Robert Pickton qui s'en prenait aux prostituées de rue. Un autre témoin, le professeur Ronald Weitzer (de l’Université George Washington), fournit des preuves supplémentaires que la prostitution en intérieur était plus sûre que la sollicitation dans la rue.
Les gouvernements fédéral et provincial ont soutenu que la prostitution est une forme d’exploitation et qu’elle est néfaste pour la communauté. Le gouvernement fédéral a fait appel à des experts tels que la Dre Janice Raymond de la Coalition contre le trafic des femmes et la Dre Melissa Farley de Prostitution Research and Education. Les témoins de la Couronne ont soutenu que la prostitution en intérieur n'est pas moins risquée que la prostitution en extérieur et que la prostitution sous toutes ses formes est intrinsèquement dangereuse. En plus du procureur général de l'Ontario, les autres parties qui ont obtenu le statut d'intervenant dans cette affaire comprennent la Ligue catholique des droits de l'homme, la Christian Legal Fellowship et REAL Women of Canada. Ces intervenants ont déposé une soumission conjointe affirmant qu’une majorité de Canadiens considèrent la prostitution comme immorale et que 80 % des Canadiens appartiennent à des religions qui appuient ce point de vue.

### Décision
Le 28 septembre 2010, la juge Susan Himel rend sa décision après un an de délibération. Elle invalide les lois canadiennes sur la prostitution, notamment les articles 210, 212(1)(j) et 213(1)(c) du code criminel. Un sondage Angus Reid réalisé peu de temps après la décision a révélé que 49 % des Canadiens approuvaient la décision du juge Himel et que 34 % s'y opposaient; cependant, il y avait des variations considérables selon l'âge, le sexe et la province.

## Cour d'appel de l'Ontario

### Sursis temporaire
La juge Himel accorde un sursis de 30 jours pour permettre l'appel. Le ministre de la Justice, Rob Nicholson, déclare que le gouvernement fédéral ferait appel de la décision du tribunal et demanderait un sursis en attendant cette décision. Le gouvernement de l'Ontario, qui avait le statut d'intervenant dans l’affaire, appuie l’appel et ne demande pas de discussion parlementaire sur l’état des lois sur la prostitution au Canada.
Le 15 octobre, un sursis supplémentaire, effectif jusqu'au 27 novembre, est accordé pour permettre au ministère de la Justice de préparer un appel et, le 22 novembre, le gouvernement demande un sursis supplémentaire devant la cour d'appel, invoquant les conséquences désastreuses que pourrait entraîner l'application de la décision. Le juge Marc Rosenberg se montre sceptique, reprochant à la Couronne d'exagérer les conséquences probables du maintien de la décision. Le jugement est mis en délibéré, les parties ayant convenu de prolonger le sursis jusqu'au prononcé du jugement. Le 2 décembre, la Cour accorde une prolongation du sursis jusqu'en avril 2011, maintenant le statu quo le temps que l'appel soit entendu dans son intégralité.
En mars 2011, le Gouvernement dépose son mémoire et demande et obtient un sursis supplémentaire jusqu'à l'audience en appel en juin 2011. Il demande également un sursis supplémentaire de 18 mois si l’appel échoue. Dans son mémoire, le ministère de la Justice avance un certain nombre d’arguments en plus de contester de supposées erreurs de droit : la prostitution est intrinsèquement néfaste, le Parlement a adopté les dispositions pour décourager cette activité et les dispositions contestées répondent aux objectifs déclarés, ne sont pas arbitraires ou trop larges et devraient donc être maintenues. En outre, il conteste l'intérêt à agir de deux des trois requérantes. Les affirmations selon lesquelles les préjudices mentionnés sont dus au fait que les travailleuses du sexe ne respectent pas la loi et qu’il n’existe pas de devoir de protection à leur égard, puisqu’elles ont volontairement choisi d’exercer une profession dangereuse, ont été reprises par les médias,,.

### Intervenants
Huit autres parties, dont la Providing Alternatives Counselling and Education (PACE) Society, l'Association canadienne des libertés civiles, l'Association des libertés civiles de la Colombie-Britannique, le Réseau juridique canadien VIH/sida et les Prostitutes of Ottawa/Gatineau Work, Educate and Resist(POWER), ont obtenu le statut d'intervenant à titre d'amicus curiae. Toutefois, Maggie's, une organisation de travailleuses du sexe s'est vu refuser ce statut le 16 mars, car elle cherchait à soulever de nouvelles questions constitutionnelles en vertu de l'article 15 de la Charte canadienne des droits et libertés. Ils ont cependant été invités à rejoindre l’un des groupes existants.

### Audience
L’appel est entendu par cinq membres de la Cour d'appel de l'Ontario du 13 au 16 juin 2011. Le panel a encore prolongé la suspension en attendant son verdict.

### Décision
Le 26 mars 2012, la Cour d'appel déclare inconstitutionnelles les dispositions relatives aux maisons de débauche et modifie les dispositions du Code criminel pour préciser que l'interdiction de vivre des produits de la prostitution (proxénétisme) ne s'applique qu'à ceux qui le font «dans des circonstances d'exploitation». Cependant, l'appel de la Couronne concernant la communication à des fins de prostitution est accueilli, car la Cour d'appel statue que cette loi ne viole pas les droits garantis aux prostituées par l'article 7 et constitue une limite raisonnable à la liberté d'expression. Cela signifie que la prostitution de rue, où les prostituées sollicitent des clients en public, reste effectivement illégale.
La Cour d’appel suspend l’effet de sa décision sur la loi interdisant l’exploitation d’une maison de débauche pendant 12 mois afin de donner au Parlement l’occasion de modifier la loi d’une manière qui ne viole pas la Charte.

### Débat
Dans l'affaire Bedford c. Canada, l'avocat Ron Marzel soutient l'annulation des lois anti-prostitution du Canada comme étant inconstitutionnelles, affirmant qu'«il y a des adultes consentants qui veulent» se prostituer. Natasha Falle, une ancienne prostituée qui a aidé la Couronne à formuler son appel de la décision de la Cour supérieure de justice de l'Ontario, est irritée par cette déclaration de Marzel, répondant que 97 % des prostituées ne se livrent pas à la prostitution par choix, et que «les voix de l'écrasante majorité des femmes qui veulent sortir de la prostitution sont étouffées par une petite minorité bruyante».
Lors d'un débat télévisé sur l'affaire Bedford c. Canada, Nikki Thomas, directrice générale de Sex Professionals of Canada, fait référence à Robert Pickton, qui a assassiné plusieurs travailleuses du sexe, et déclare que ces décès auraient pu être évités si le travail du sexe avait été autorisé dans les agences d'escorte ou dans les quartiers chauds, où les clients peuvent être invités à présenter une pièce d'identité. Cependant, Falle affirme que les travailleuses du sexe en question n'auraient jamais été autorisées à travailler dans de tels établissements parce que des situations désespérées conduisaient ces femmes à la prostitution et a qualifié les victimes de Pickton d'«accès facile». Selon Falle, les travailleuses du sexe dans de telles circonstances continueront d'exister même si les lois changent.
Lorsque l'animateur de l'émission lui a demandé si tous les problèmes des travailleuses du sexe canadiennes seraient résolus à la suite du changement de législation, Thomas a répondu :

« Absolument pas. Je ne suggérerais pas cela. Parce que si la personne qui se livre au travail du sexe ne le fait pas par choix personnel, mais par désespoir, elle se retrouvera automatiquement dans une situation où l'exploitation est possible, et ce n'est pas quelque chose que nous envisageons. Je ne prétends pas que la décriminalisation va tout régler, mais je peux vous dire qu'elle réglera certains problèmes et permettra à ceux qui le font par choix de le faire de manière plus sûre. Et elle permettra également à ceux qui le font dans une situation d'exploitation de le faire d'une manière qui les protège, jusqu'à ce qu'ils puissent décider de passer à autre chose ou de le faire dans un cadre différent où ils ne se sentiront pas aussi exploités qu'avant. »

Pour déterminer si les femmes se prostituent par choix, Falle conseille de se référer aux statistiques et aux déclarations des «survivantes et victimes du commerce du sexe» plutôt que d’interroger individuellement les femmes actuellement engagées dans le travail du sexe. Falle explique que demander à une prostituée ce qu'elle pense du travail du sexe, c'est comme demander à une femme battue : "Aimes-tu ce que tu fais ? Veux-tu quitter ton agresseur ?" et la plupart vous diront qu'ils n'ont pas de réponse ou vous diront "Non". Falle estime que les travailleuses du sexe "se laissent entraîner dans le commerce du sexe et deviennent très conditionnées" en peu de temps. Falle exprime son opinion selon laquelle les femmes entrent dans l'industrie du sexe en raison de «problèmes personnels non résolus», tels que des abus ou des traumatismes, et que la «grande majorité» des femmes dans l'industrie du sexe ne sont pas des participantes par choix.

## À la Cour suprême du Canada
Le vendredi 20 décembre 2013, la Cour suprême du Canada invalide les dernières lois canadiennes sur la prostitution, estimant que l'interdiction de la sollicitation dans la rue, des bordels et de vivre des produits de la prostitution crée de graves dangers pour les femmes vulnérables. Écrivant au nom d'une cour unanime, la juge en chef Beverly McLachlin déclare que «le Parlement a le pouvoir de réglementer contre les nuisances, mais pas au détriment de la santé, de la sécurité et de la vie des prostituées.»
Dans une note de bas de page, la Cour explique les raisons qui ont mené à sa décision :
Les différents procureurs généraux ont formulé leurs arguments fondés sur la Charte uniquement dans le cadre de l’article 7, de sorte que la Cour juge inutile de procéder à une analyse complète en vertu l’article 1, mais une analyse minimale conclut que les dispositions ne peuvent pas être sauvegardées en vertu de cet article.

## Impact

### Légal et constitutionnel
Outre l'objet du litige, Bedford a étendu l'art. 7 de manière significative dans les principes relativement nouveaux d'arbitraire, de portée excessive et de disproportion flagrante :
- L’arbitraire pose la question de savoir s’il existe un lien direct entre l’objectif de la loi et l’effet contesté sur l’individu, dans le sens où l’effet sur l’individu a un certain rapport avec l’objectif de la loi.
- La portée excessive concerne une loi dont la portée est si large qu’elle inclut des comportements qui n’ont aucun rapport avec son objectif. En ce sens, la loi est en partie arbitraire.
- L’arbitraire et la portée excessive, déjà étudiés dans l’affaire Chaoulli c. Québec (Procureur général) ont été clarifiés pour déclarer que l’effet d’une loi peut être incompatible avec l’objectif, mais que la preuve doit finalement démontrer qu’il n’existe aucun lien entre l’effet et le but de la loi, ce qui fait que la loi viole les normes fondamentales.
- La disproportion flagrante consiste à déterminer si les effets de la loi sur la vie, la liberté ou la sécurité de la personne sont si manifestement disproportionnés par rapport à ses objectifs qu'ils ne peuvent être rationnellement justifiés. Aux termes de l'art. 7 de la Charte, la disproportion flagrante ne tient pas compte des effets bénéfiques de la loi pour la société  —  met en balance l'effet négatif sur l'individu et l'objectif de la loi, et non les avantages que la société pourrait en tirer.

À cet égard, l’al. 212(1)(j) a été jugé trop large et l’al. 210 et l’al. 213(1)(c) ont été jugés grossièrement disproportionnés. Bien que les décisions des tribunaux inférieurs sur les deux premières dispositions aient été maintenues, la Cour a jugé que l'analyse de la disproportion flagrante de la Cour d'appel était «problématique», et son analyse de cette question suggère que la Cour ne traite pas la prostitution comme un préjudice social, mais comme une simple nuisance, ce qui peut fortement influencer l'approche que le Parlement pourrait adopter à la suite de la décision.
Bedford s'appuie également sur la décision antérieure de la Cour dans l'affaire Canada (AG) c. PHS Community Services Society (où la toxicomanie a été jugée comme une maladie plutôt qu'une question de choix personnel). En mentionnant également qu'elle aurait pu rejeter toute revendication d'un «droit positif à la sécurité professionnelle» la Cour maintient sa réticence à protéger les droits positifs en vertu de l'art. 7 exprimée précédemment dans des affaires telles que Gosselin c. Québec (Procureur général).
Il a été noté que l'arrêt Bedford ouvre la voie à la «possibilité troublante que les violations de l'article 7 soient plus faciles à justifier qu'elles ne l'ont jamais été». Cependant, l'arrêt Carter c. Canada (PG) a par la suite suggéré qu'«il peut arriver parfois que l’État soit en mesure de démontrer que le bien public, [...] justifie que l’on prive une personne de sa vie, de sa liberté ou de sa sécurité en vertu de l’article premier de la Charte. Plus particulièrement, dans des cas comme celui en l’espèce où les intérêts opposés de la société sont eux-mêmes protégés par la Charte, une restriction aux droits garantis par l’art. 7 peut, en fin de compte, être jugée proportionnée à son objectif.» La Cour d'appel de l'Ontario a par la suite statué que les règlements de sécurité pris en vertu du Code de la route de cette province étaient justifiés par l'article premier, mais elle a exprimé son malaise à l'idée que de telles dispositions relèvent de l'art. 7.

#### Réexamen d'un précédent
Dans le Renvoi sur la prostitution de 1990, la Cour suprême avait validé l'interdiction des maisons de débauche et de la communication à des fins de prostitution, jugeant que l'article 7 de la Charte n'était pas violé et que toute atteinte à la liberté d'expression garantie par l'article 2 de la Charte en raison de l'interdiction de la communication à des fins de prostitution était justifiée en vertu de l'article 1 de la Charte. L'arrêt Bedford mène donc à un examen des conditions justifiant une rupture avec un précédent. Ainsi, la Cour suprême statue qu'il est possible de s'écarter d'un de ses anciens précédents si au moins un des deux critère suivant est rempli:
- Une «nouvelle question de droit» qui n’avait pas été invoquée dans l’affaire antérieure
- Une modification de la situation ou de la preuve qui «change radicalement la donne» par rapport à l’affaire antérieure

Dans l'arrêt Bedford, la Cour suprême conclut que la question de savoir «si les dispositions en cause portent atteinte ou non au droit à la sécurité de la personne garanti à l’art. 7» constitue une «nouvelle question de droit» étant donné que «dans le Renvoi sur la prostitution, les juges majoritaires de la Cour statuent uniquement en fonction du droit à la liberté physique de la personne garanti par l’art. 7».
Les critères définis par l'arrêt Bedford permettant à un tribunal de s'écarter d'un précédent seront plus approfondis par la Cour suprême dans les arrêts Carter c. Canada (PG) et R. c. Comeau.

### Débat
Une table ronde intitulée «After Bedford v. Canada: What next for regulating sex work in Canada?» a lieu au University College de Toronto, le 24 janvier 2014. Parmi les intervenants figurent Brenda Cossman, professeure de droit à l'Université de Toronto et directrice du Bonham Centre for Sexual Diversity Studies, Katrina Pacey, directrice des litiges de la Pivot Legal Society de Vancouver, et Kim Pate, de l'Association canadienne des sociétés Elizabeth Fry. Les participants, qui comprennent plus de 100 membres du public, discutent du paysage juridique à la suite de la décision de la Cour suprême et Cossman exprime ses inquiétudes concernant la décision, tout en la qualifiant d'«intelligente et courageuse» :
Cela place le travail du sexe dans le langage du préjudice. Cela reflète les arguments juridiques qui ont été avancés. Cela reflète les décisions des tribunaux inférieurs, où l’accent était mis sur la manière dont la loi nuit à un groupe vulnérable à risque... mais il n'y a rien dans la décision concernant la moralité sexuelle. Il n’y a rien dans cette décision concernant l’autonomie sexuelle. Il n’y a rien dans la décision concernant la dépénalisation de la prostitution.
Pacey a parlé de son expérience en discutant avec des travailleuses du sexe basées dans le Downtown East Side de Vancouver :
Elles ont peur d'être attrapées par la police et continuent donc leur chemin. Les clients leur font signe de se diriger vers une ruelle sombre, de sorte que les travailleuses du sexe ne peuvent pas évaluer rapidement leur sécurité, si le client est un «mauvais rendez-vous», s'il a une arme à feu ou s'il est ivre. Elles me disent qu’elles veulent avoir accès à la législation qui les protège, mais la criminalisation du commerce du sexe fait obstacle à cet accès.
Dans une entrevue accordée au média CBC News, publiée le 7 février 2014, Scott exprime de sérieuses inquiétudes au sujet du délai de 12 mois accordé au gouvernement pour réviser les lois, étant donné que les travailleuses du sexe n'ont pas été impliquées dans le processus décisionnel et que ce que l'on appelle désormais le «modèle nordique» est envisagé par le gouvernement canadien, un modèle qui, selon Cossman, a créé les problèmes que les travailleuses du sexe canadiennes cherchent à éviter. La principale caractéristique du modèle est la criminalisation des clients des travailleuses du sexe, plutôt que des travailleuses elles-mêmes. Scott explique plus en détail, citant la Nouvelle-Zélande comme modèle exemplaire :

« Il ne faut pas réécrire les lois. Ils n’ont pas réécrit la loi sur le mariage entre personnes de même sexe, ni la loi sur l’avortement. Mais ils savent que nous ne sommes pas très nombreuses et que nous ne sommes pas une cause politiquement intéressante pour obtenir des votes. Les femmes qui font le travail devraient être celles qui peuvent obtenir une licence. Nous devrions pouvoir louer un logement ensemble et travailler ensemble. C’est ça, la sécurité, être à proximité les uns des autres. »

Cossman exprime son inquiétude quant à la considération du modèle nordique, car les contestations constitutionnelles reprendront s’il est adopté. Scott a déclaré : «Cela signifie que nous allons devoir passer les dix prochaines années à rassembler des preuves de vols, de coups, de viols et de meurtres. Combien de corps faudra-t-il accumuler ?»

### Opération Northern Spotlight
Peu de temps après la décision de la Cour suprême, les services de police de 30 centres répartis à travers le Canada, dont la municipalité régionale d’Halifax, Saint John et Edmonton, ont lancé une enquête de deux jours sur la traite des personnes et l’exploitation sexuelle, baptisée Opération Northern Spotlight. L'opération, menée par l'Unité intégrée des mœurs d'Halifax, s'est déroulée les 22 et 23 janvier 2014 et visait les établissements hôteliers et motels situés sur les artères principales, ainsi que les lieux de prostitution,. Selon le Global Network of Sex Work Projects (NSWP), 180 policiers ont interrogé 333 femmes et identifié 25 trafiquants d'êtres humains présumés.
Selon les rapports de presse, deux trafiquants d'êtres humains présumés ont été identifiés en Ontario; la police de York a arrêté et porté des accusations contre un homme et les noms de deux trafiquants d'êtres humains présumés de Windsor ont été révélés à la suite de cette opération éclair de deux jours. Le NSWP a rapporté que la police des régions de Peel et de Durham en Ontario a interrogé 53 femmes âgées de 16 à 45 ans et a déclaré : «Beaucoup de femmes semblent prendre elles-mêmes la décision de participer à des relations sexuelles pour en tirer un gain financier. Une partie ou la totalité des bénéfices des relations sexuelles étaient conservés par leur contrôleur ou proxénète adulte de sexe masculin.» Dans les deux régions, neuf hommes ont été arrêtés et font face à 83 accusations liées à la traite de personnes, à des infractions liées aux armes à feu, à la possession de drogue et à la pornographie juvénile. À Edmonton, le détective Steven Horchuk de l'unité des mœurs de la police a déclaré que la police continuerait de se concentrer sur les clients de la prostitution, en particulier dans les cas impliquant des circonstances d'exploitation, mais qu'elle ne porterait plus d'accusations liées à la communication à des fins de prostitution en raison de la décision de la Cour suprême.

### Réaction du gouvernement
En réaction à la décision de la Cour suprême, le ministre de la Justice Peter MacKay présente le 4 juin 2014 le projet de loi C-36, la Loi sur la protection des collectivités et des personnes victimes d’exploitation, qui est adopté en première lecture. Le projet de loi renonce à punir la prostitution, mais prévoit des poursuites criminelles contre les clients ainsi que contre toute personne profitant financièrement de la prostitution d'une autre personne. Le débat en deuxième lecture débute le 11 juin. Il est adopté en troisième lecture le 6 octobre et a été approuvé par le Sénat le 4 novembre. Le 6 novembre 2014, le projet de loi C-36 reçoit la sanction royale et devient officiellement loi.

### Évolutions juridiques subséquentes
En février 2020, un juge de la Cour supérieure de l'Ontario déclare inconstitutionnelles trois parties de la Loi sur la protection des collectivités et des personnes victimes d’exploitation, soit l'interdiction de faire de la publicité, de se procurer des services sexuels et de tirer un avantage matériel de ceux-ci, constituent des violations de la «liberté d'expression» et de la «sécurité de la personne» telles que définies dans la Charte canadienne des droits et libertés. Ces dispositions sont toutefois rétablies par la Cour d'appel de l'Ontario en février 2022.
En janvier 2022, un juge de Calgary rejette les accusations contre deux chauffeurs de travailleuses du sexe, estimant que la portée de la loi est trop large. Cependant, la Cour d'appel de l'Alberta rétablit leur condamnation le 11 octobre 2023, jugeant que le juge de première instance avait «mal interprété l'objectif de ces dispositions et de leurs effets». La Cour suprême doit se pencher sur cette affaire.
En septembre 2023, la Cour supérieure de l'Ontario rejette une poursuite de l'Alliance canadienne pour la réforme des lois sur le travail du sexe visant à invalider la loi.